# Scuderia AlphaTauri
Scuderia AlphaTauri, voorheen Scuderia Toro Rosso, was een Italiaans Formule 1-team dat actief was van 2006 tot en met 2023.
Het team komt oorspronkelijk voort uit het Formule 1-team van Minardi. Dit is het gevolg van een overname door Red Bull, dat zo een tweede team op de startgrid kreeg naast Red Bull Racing. De naam Scuderia Toro Rosso is de Italiaanse vertaling van 'Renstal Red Bull'. Er werd gekozen voor deze naam omdat Minardi een (deels) Italiaans team was waar nog steeds Italiaanse monteurs werken. Van de seizoenen 2020 tot en met 2023 heette het team, vanwege promotionele redenen, "Scuderia AlphaTauri". AlphaTauri is een kledingmerk van Red Bull GmbH.
In 2024 ging het team over naar de nieuwe naam RB F1 Team rijdend onder de sponsornaam "Visa Cash App RB Formula One Team".

## Achtergrond
Minardi nam deel aan de Formule 1 van 1985 tot en met 2005. Hoewel het team vele fans had, was het een van de minst competitieve teams in de sport. Nooit werd er een podium behaald en slechts enkele malen wist men in de punten te finishen. Eigenaar Paul Stoddart verkocht het team in 2005 aan Red Bull eigenaar Dietrich Mateschitz, aangezien zij volgens hem het team verder konden brengen dan hijzelf. Na de overname kwam 50% van de aandelen in handen van voormalig Formule 1 coureur en ex Competitions Director van BMW Gerhard Berger, die daarmee tevens adviseur van het team werd. Eind 2008 kocht Red Bull deze aandelen terug, waarna men wederom voor 100% eigenaar werd van Toro Rosso.
Na de overname werd Paul Stoddart als teambaas vervangen door Franz Tost en ook de naam Minardi werd na de overname niet behouden. Men besloot om te verwijzen naar de Italiaanse roots. Red Bull koos daarom initieel voor de naam 'Squadra Toro Rosso', maar veranderde dit later in 'Scuderia Toro Rosso'. Bij de overname werd afgesproken, dat t/m 2007 de basis van het team in Faenza, Italië zou blijven. Toro Rosso werd een ’Rookie Team’ van Red Bull Racing. Red Bull Racing kon hiermee talentvolle coureurs laten racen in de Formule 1, maar ook kregen ze met twee teams een grotere invloed in de sport.

## Geschiedenis

### Seizoen 2006
In 2006 waren Vitantonio Liuzzi en Scott Speed de coureurs van het team, met de Zwitser Neel Jani als reservecoureur. Liuzzi had in het voorgaande jaar al enkele races gereden voor Red Bull Racing, terwijl Speed in de Formule 1 terechtkwam via de Red Bull Driver Search in de Verenigde Staten.
Het door Toro Rosso in 2006 gebruikte chassis, de STR1, was een aangepaste versie van het door Red Bull Racing gebruikte chassis van 2005, de RB1. Enkele teams waren van mening dat dit tegen de afspraken van het Concorde Agreement was. Hierin was afgesproken dat ieder team zijn eigen auto diende te ontwerpen. Toro Rosso claimde dat de STR1 van origine was ontworpen door Jaguar Racing in 2004, de voorganger van Red Bull Racing, en dat de rechten lagen bij moederbedrijf Ford.

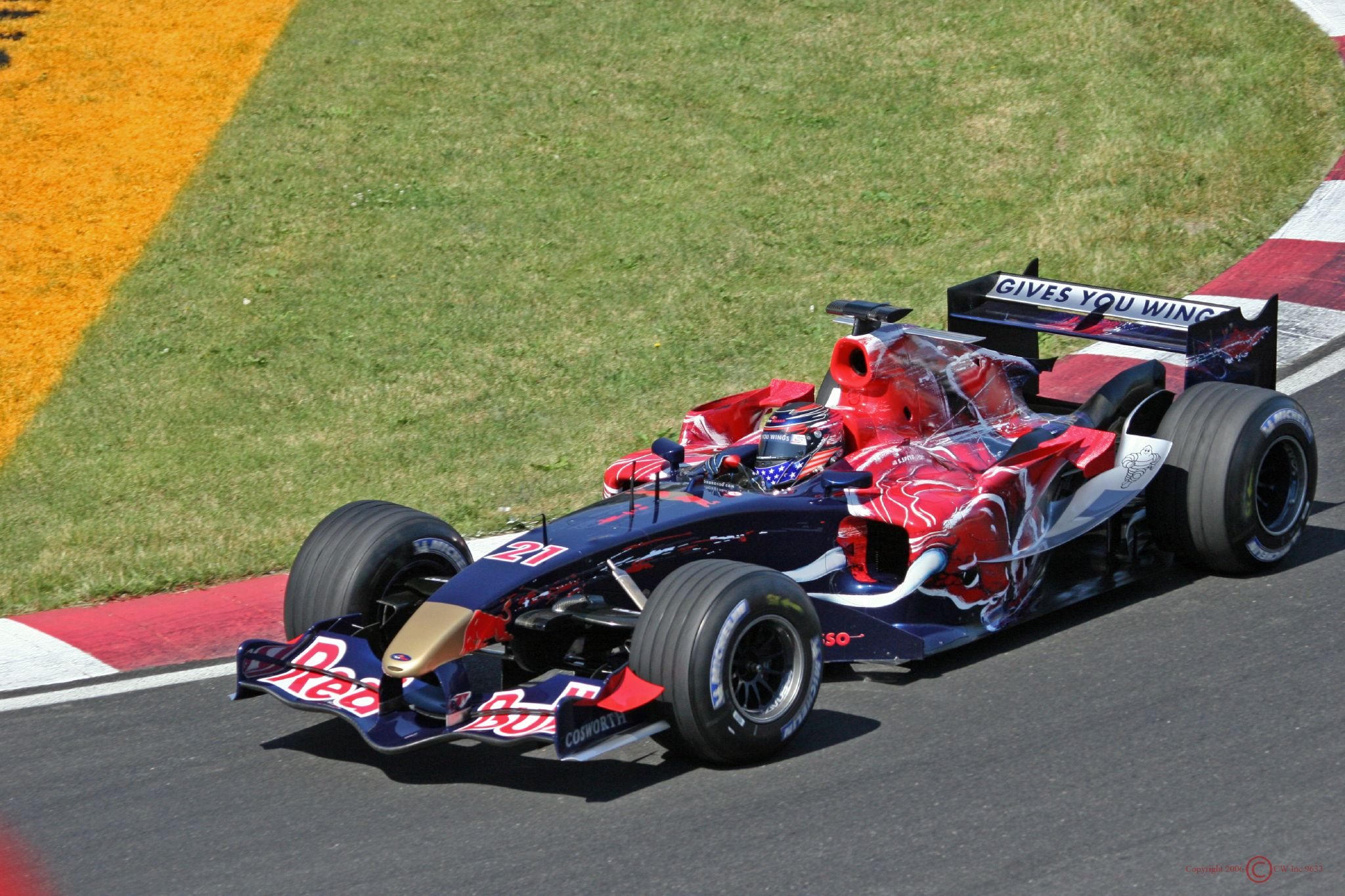
Scott Speed tijdens de Grote Prijs van Canada 2006

Daarnaast maakte het team gebruik van oude Cosworth 3.0 liter V10 krachtbronnen, terwijl de overige deelnemers gebruik maakten van de nieuwe 2.4 liter V8. Wel werd het toerental teruggeschroefd om niet te krachtig te zijn ten opzichte van de nieuwe V8's. De aanvraag voor het gebruik van de oude motoren was gedaan door Minardi en bleef na de overname door Toro Rosso in stand. Minardi behoorde tot de financieel zwakkere teams en behoefde hiermee geen grote kosten te maken voor de nieuwe V8. Na de overname door Red Bull, kwamen overige teams als Super Aguri en Midland F1 Racing in protest, omdat zij vonden dat de beslissing was genomen op basis van de financiële positie van Minardi. Toro Rosso had, naar hun mening, voldoende middelen om met de V8 te racen. Gedurende het seizoen wisten de overige teams hun nieuwe V8's te ontwikkelen, waardoor Toro Rosso het steeds moeilijker kreeg, voornamelijk in de kwalificaties. Toro Rosso deed daarom de aanvraag om een extra 500 rpm te mogen gebruiken. De FIA stond echter een extra 300 rpm toe.
De Toro Rosso's konden, ondanks de verouderde motor, nog vrij goed meekomen met de nieuwe generatie. De achtste plaats van Liuzzi in de Grote Prijs van de Verenigde Staten is het beste resultaat van Toro Rosso-team dat jaar.
Op 1 november 2006 nam Alex Hitzinger tijdelijk de positie van Gabriele Tredozi als technisch directeur over.

### Seizoen 2007
In 2007 werd met dezelfde coureurs gereden. Alleen Neel Jani werd als testcoureur vervangen door Sébastien Bourdais. De wagen voor dit seizoen (de STR2) was vrijwel gelijk aan de auto van het moederteam Red Bull Racing. De auto werd namelijk door hetzelfde bedrijf ontworpen Red Bull Technology. In 2007 switchte Red Bull Racing van Ferrari naar Renault motoren en om het contract met Ferrari toch te respecteren, nam Toro Rosso dit contract over. Dit betekende dat ook Toro Rosso nu gebruik kon maken van de 2.4 liter V8 motoren. In de technische staf werd tijdelijke kracht Alex Hitzinger als technisch directeur vervangen door Giorgio Ascanelli. 

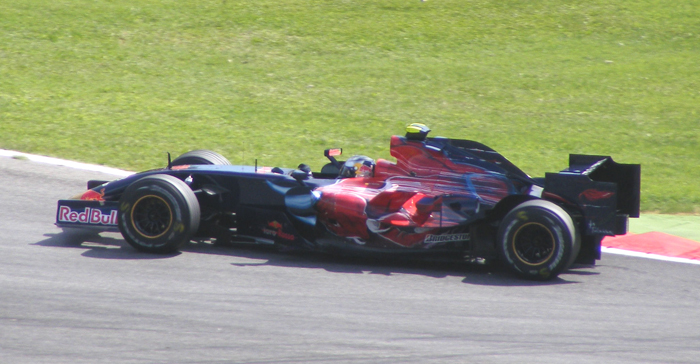
Sebastian Vettel tijdens de Grote Prijs van Italië 2007

Het 2007 seizoen was, als gevolg van een slechte betrouwbaarheid en fouten van coureurs, een teleurstellend jaar voor Toro Rosso. In de week voor de Grote Prijs van Hongarije werd Scott Speed na een lang slepend conflict met Franz Tost en Gerhard Berger aan de kant gezet en vervangen door BMW Sauber testcoureur Sebastian Vettel. Niet veel later werd Vettel vastgelegd voor het seizoen 2008.
Vettel was met name op het einde van het seizoen sterk bezig: tijdens de verregende Grote Prijs van Japan lag hij op podiumkoers maar verslikt zich in een safety car-situatie. Vettel knalde hierbij op de Red Bull van Mark Webber, terwijl hij op dat moment derde lag. Ook Liuzzi had een ongelukkige race. Hij finishte weliswaar binnen de punten, maar als gevolg van een tijdstraf van 25 seconden voor het inhalen onder de gele vlag, eindigde hij alsnog buiten de punten. Een week later, tijdens de Grote Prijs van China, behaalde Toro Rosso hun beste resultaat. Vettel finishte als vierde en Liuzzi als zesde. Hiermee werden 8 punten gescoord voor het team. Ook voor beide coureurs waren dat de beste resultaten uit hun carrières.

### Seizoen 2008
Scuderia Toro Rosso's coureurs voor het seizoen 2008 waren Sébastien Bourdais en Sebastian Vettel. Eerste coureur Bourdais reed met startnummer 14 en tweede coureur Vettel met nummer 15. Het 2008 seizoen was het eerste volledige seizoen waaraan Sebastian Vettel deelnam.

Bourdais scoorde zijn eerste Formule 1-punten, met een zevende plaats, tijdens de Grote Prijs van Australië. Vettel scoorde zijn eerste punten, met een vijfde plaats, tijdens de Grote Prijs van Monaco. Gedurende het seizoen ontwikkelde het team zich steeds verder. Zo reden beide coureurs tijdens de Grote Prijs van België een langere periode in de top zes en in de laatste ronde zelfs als 3e en 4e. Het was echter een natte race en aangezien de overige teams op regenbanden reden, eindigden de Toro Rosso coureurs uiteindelijk op de 5e en 7e plaats. Het team ging hiermee Honda voorbij in het constructeurskampioenschap en men kwam op gelijke hoogte met Williams. 

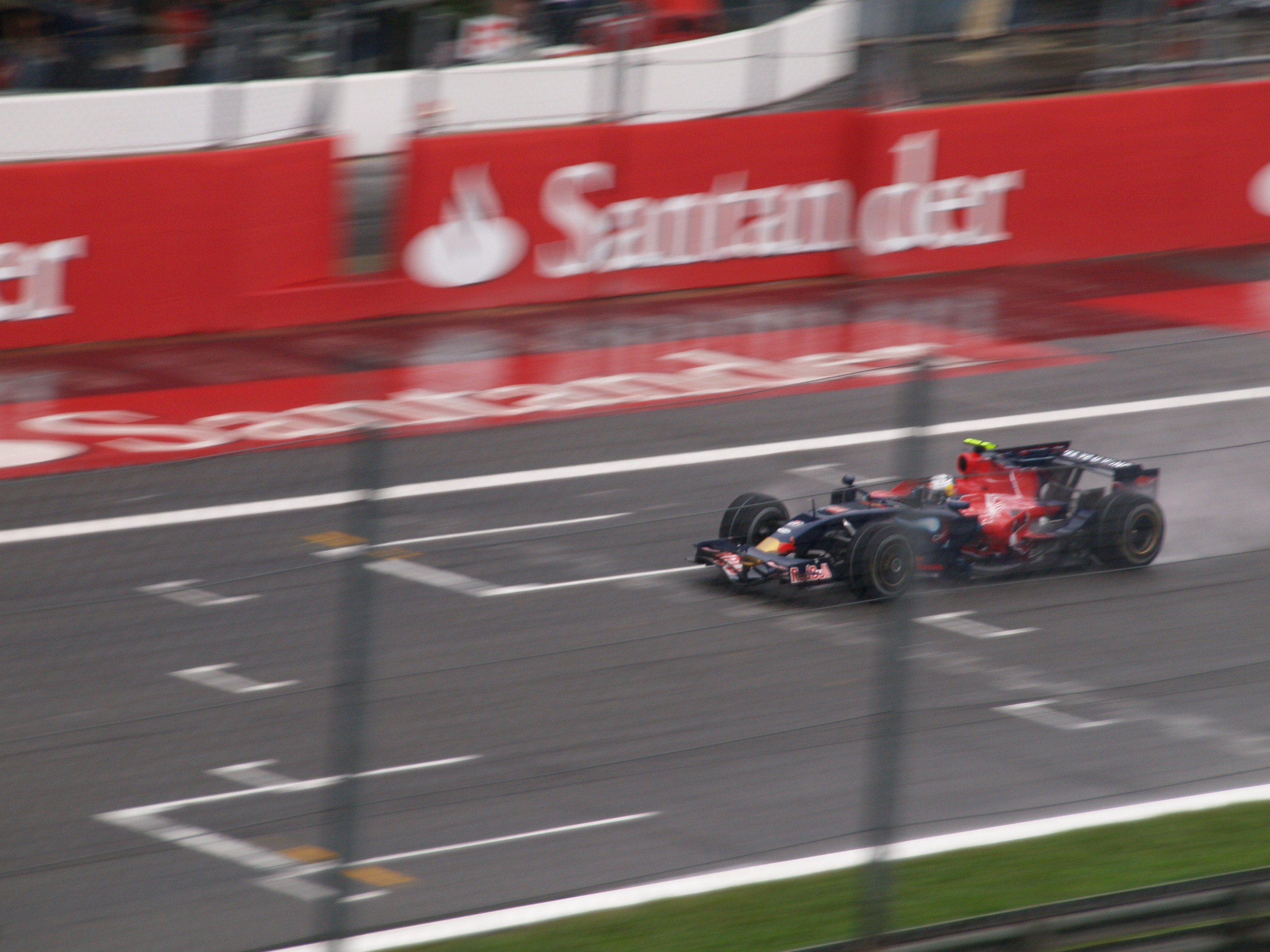
Sebastian Vettel tijdens de Grote Prijs van Italië 2008

De grootste verrassing van het seizoen kwam tijdens de Grote Prijs van Italië op het circuit van Monza. Vettel behaalde op een natte baan zowel de eerste pole position alsook de eerste overwinning voor hemzelf en het team. Het was daarnaast ook de eerste overwinning van een ander Italiaans team dan Ferrari sinds 1957 en de eerste overwinning van een Ferrari klantenteam. Vettel kwam uiteindelijk 12 seconden eerder over de finish dan nummer twee Heikki Kovalainen. Ook in de hieropvolgende race, de Grote Prijs van Singapore (de eerste nachtrace ooit), was Vettel in vorm. Hij kwalificeerde zich als 7e en finishte als 5e. Bourdais wist in deze race niet verder te komen dan de 12e positie.
Tijdens de volgende race in de Grote Prijs van Japan, toonde Vettel zijn klasse opnieuw. Hij finishte als 6e. Bourdais reed ook een goede tijd, tot het moment dat Felipe Massa, op dat moment 8e, hem probeerde in te halen. Vlak nadat Bourdais de pits had verlaten, probeerde Massa hem in te halen. Beide auto's raakten elkaar in de eerste bocht en als gevolg hiervan spinde Massa. Massa zou later als 8e finishen en Bourdais als 6e, maar Bourdais kreeg voor de botsing een straf van 25 seconden opgelegd. Hiermee viel hij terug naar de tiende positie. Bourdais bleef volhouden dat de botsing niet zijn schuld was.
Met zijn goede prestaties verdiende Vettel een plaats bij moederteam Red Bull voor het 2009 seizoen. Vettel scoorde uiteindelijk 35 van 39 de door Toro Rosso behaalde punten. Dit was het enige jaar dat het team van Toro Rosso beter presteerde dan de grote broer Red Bull.

### Seizoen 2009
Na het vertrek van Vettel naar Red Bull, werd op 9 januari 2009 bekend dat Sébastien Buemi de eerste rijder zou worden van het team Scuderia Toro Rosso. In de winter voorafgaande aan het seizoen was er, na het succesvolle afgelopen seizoen, ook van andere coureurs veel interesse om voor Toro Rosso te mogen rijden. Uiteindelijk behield Bourdais ook in 2009 zijn plek bij het team. 

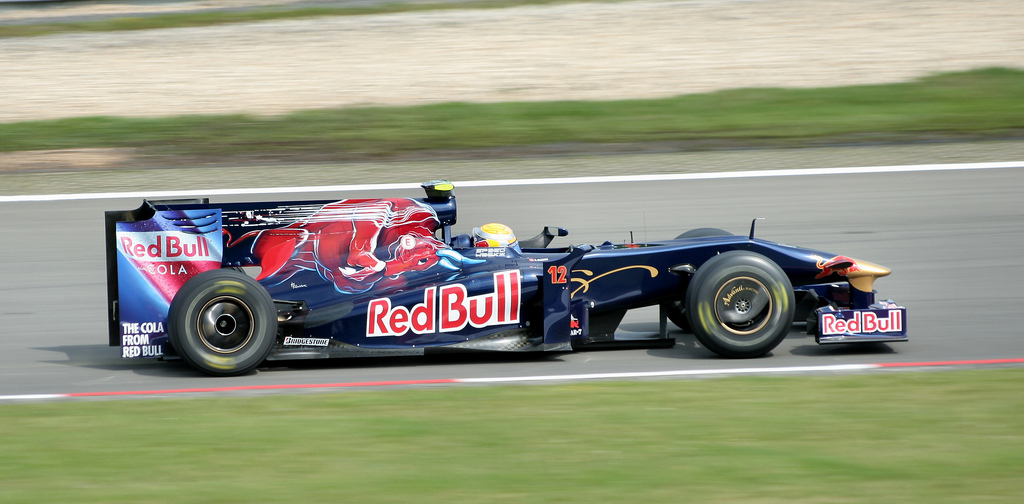
Sébastien Buemi tijdens de Grote Prijs van Duitsland 2009

De nieuwe wagen van Toro Rosso, de STR4, werd onthuld op 9 maart 2009. Ook deze auto was oorspronkelijk ontworpen door Adrian Newey voor het team van Red Bull en vertoonde dan ook veel gelijkenissen met Red Bulls RB5. Toch gaf teambaas Franz Tost voor het begin van het seizoen aan dat het lastig zou worden om de prestaties van 2008 te evenaren. Op 16 juli 2009 maakte het team bekend dat het contract van Bourdais met onmiddellijke ingang werd ontbonden als het gevolg van tegenvallende resultaten. Als vervanger werd 4 dagen later Jaime Alguersuari vastgelegd. De Spanjaard was op dat moment met zijn 19 jaar de jongste rijder die aan een Grote Prijs deelnam. Ook WRC kampioen Sébastien Loeb was mogelijk in beeld als vervanger, maar hij wist geen superlicentie te bemachtigen.
Toro Rosso eindigde het 2009 seizoen op de 10e plaats in het kampioenschap met een schamele acht punten. Er was echter goede hoop voor het volgende seizoen, omdat het team gedurende 2009 steeds beter ging presteren. Dit bleek ook wel uit het feit dat Buemi punten wist te scoren gedurende de laatste twee races. Algersuari wist tijdens dit seizoen geen punten te scoren.

### Seizoen 2010

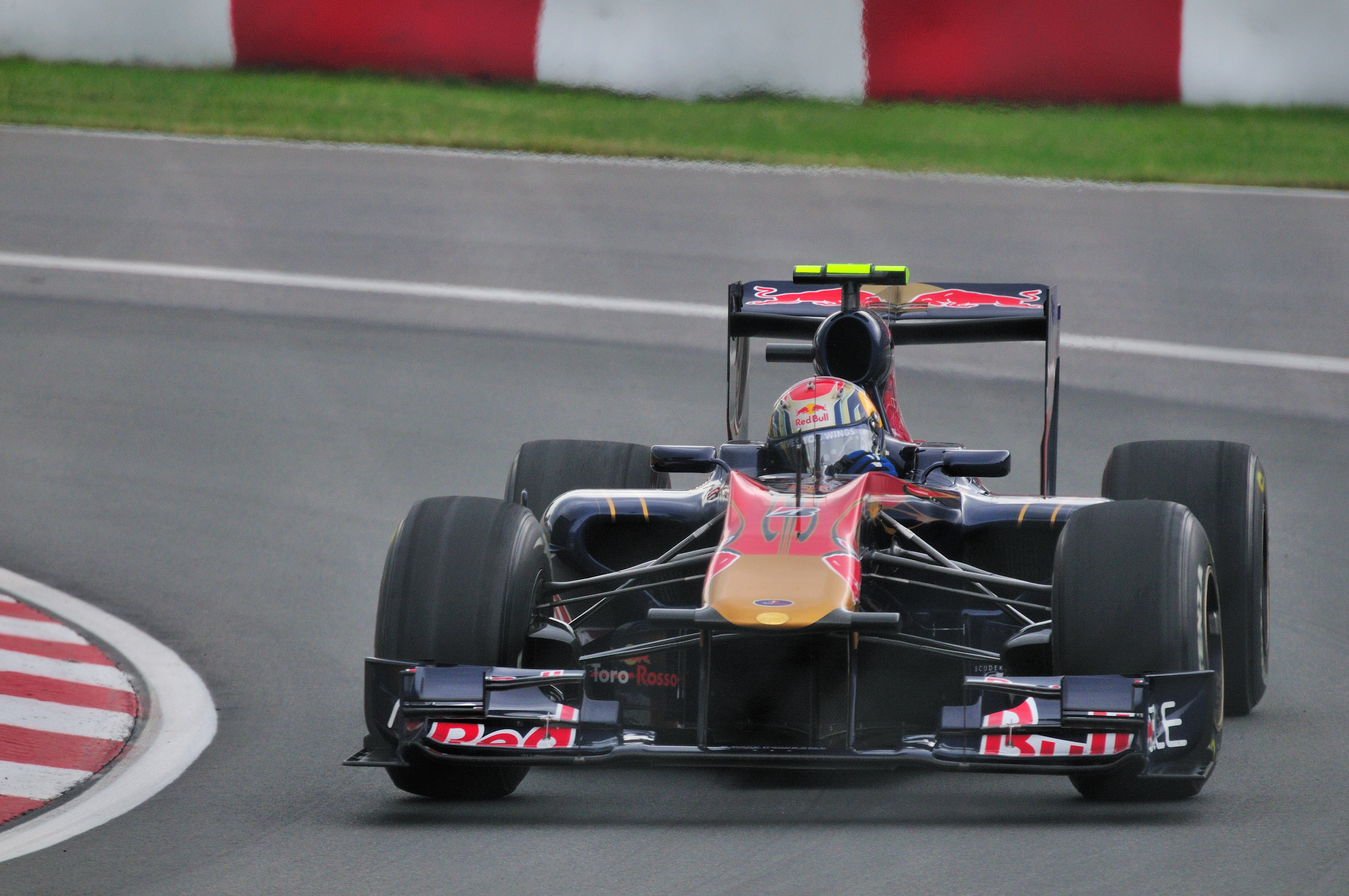
Jaime Alguersuari tijdens de Grote Prijs van Canada 2010

Toro Rosso bevestigde voor de start van het seizoen dat Sébastien Buemi en Jaime Alguersuari ook in 2010 voor het team gingen rijden.
Alguersuari scoorde zijn eerste WK-punten tijdens de Grote Prijs van Maleisië. Als gevolg van de nieuwe puntentelling, waarbij de eerste 10 coureurs punten scoren, wist hij met een negende plaats twee punten te scoren. Tijdens de Grote Prijs van Spanje wist hij, ondanks een drive-through penalty, een punt te scoren. Dit was mede te danken aan de crash van Lewis Hamilton. Pas in de laatste race van het seizoen, de Grote Prijs van Abu Dhabi, wist Alguersuari nogmaals twee punten te scoren. Ook Buemi wist viermaal binnen de punten te finishen en behaalde hiermee een totaal van 8 punten.
Het team van Toro Rosso eindigde uiteindelijk op de negende plaats met 13 punten.

### Seizoen 2011
Zowel Buemi en Alguersuari mochten nogmaals een seizoen rijden voor Toro Rosso. Daarnaast werd Daniel Ricciardo vastgelegd als reserve- en testcoureur van het team. Ook mocht hij tijdens de vrije trainingen van iedere Grote Prijs in de STR6 stappen. Deze STR 6 werd op 1 februari gepresenteerd in Valencia en was de eerste auto die volledig door het team was ontworpen en geproduceerd. Zijn voorgangers kwamen van de tekentafel van Red Bull. 

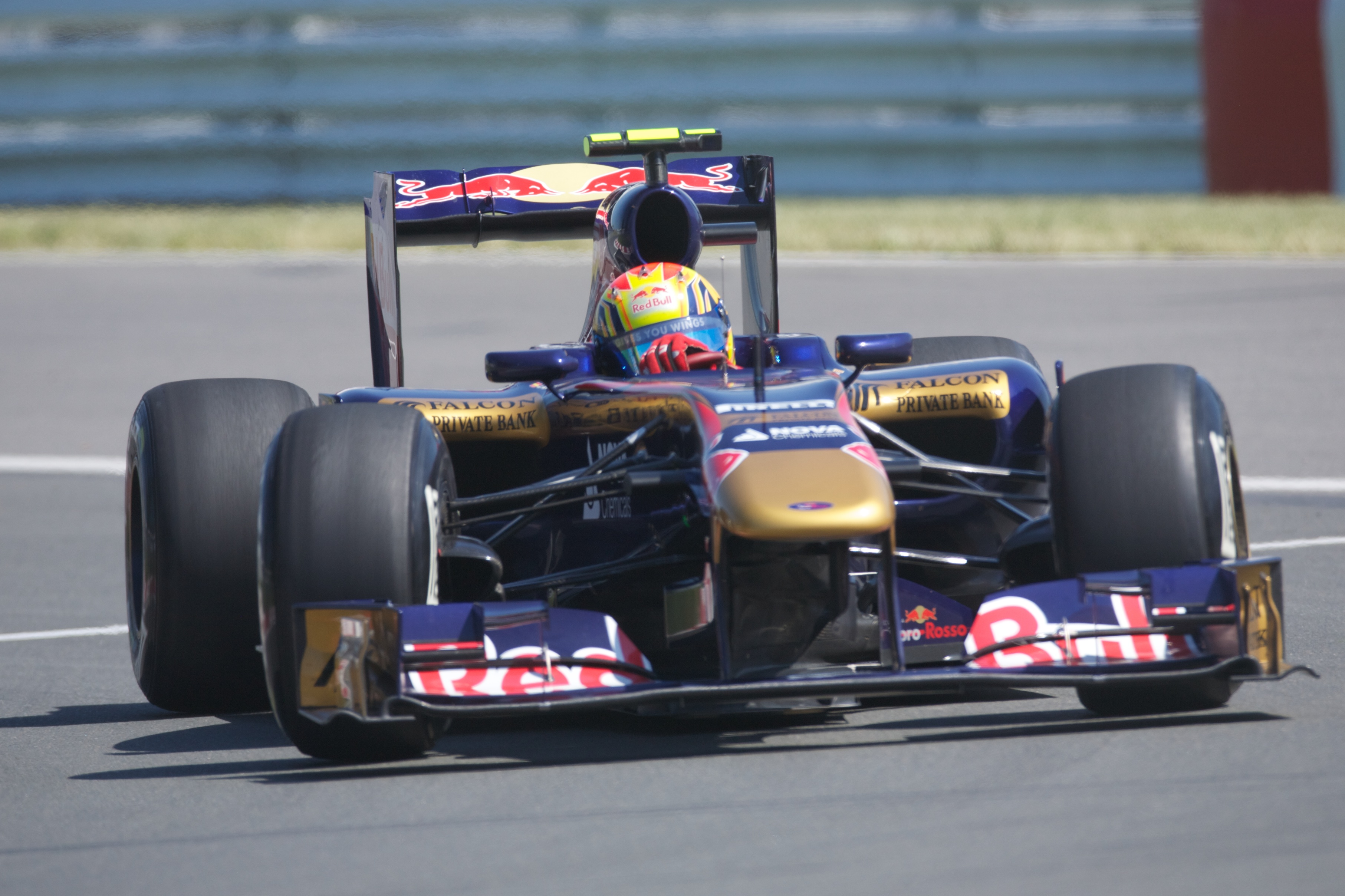
Jaime Alguersuari tijdens de Grote Prijs van Canada 2011

In de openingsrace van het seizoen, de Grand Prix van Australië finishte Buemi als achtste en behaalde daarmee direct vier punten. Tijdens de Grand Prix van Maleisië scoorden beide coureurs geen punten, maar in de kwalificatie van derde race van het seizoen, in de Grand Prix van China stonden Buemi en Algersuari in de top 10. Helaas voor het team was Alguersuari tijdens de race de enige uitvaller en finishte Buemi op een teleurstellende 14e plaats. In de Grand Prix van Turkije finishte Buemi als negende, terwijl de hierop volgende race, van de Grand Prix van Spanje, wederom uitliep op een teleurstelling. In de Grand Prix van Monaco wist Buemi één punt te scoren, maar Alguersuari crashte met Vitaly Petrov. Als gevolg hiervan werd de race stilgelegd. Tijdens de Grand Prix van Canada wist Toro Rosso, voor het eerst sinds de Grand Prix van Australië in 2009, met beide auto's in de punten te finishen. Alguersuari finishte als achtste en Buemi als tiende.
In de Grand Prix van Groot-Brittannië scoorde Alguersuari één punt en Buemi viel uit, na in aanraking te zijn gekomen met Paul di Resta. Geen van beide coureurs scoorde punten in de Grand Prix van Duitsland, maar er was wel opnieuw een dubbelfinish in de punten in de Grand Prix van Hongarije. In deze race behaalde Buemi een keurige achtste plaats, nadat hij als 23e was gestart. In de Grand Prix van België viel Alguersuari al in de eerste ronde uit na een aanvaring met Bruno Senna. Ook Buemi viel in deze race uit na contact met Sergio Pérez. Beide coureurs scoorden punten in de Grand Prix van Italië, waarbij Alguersuari met een zevende plaats zijn beste resultaat behaalde. Buemi kwam als tiende over de finish. In de Grand Prix van Singapore finishte Buemi als 12e en Alguersuari als 21e.
Bij de Grand Prix van Japan werd Alguersuari vijftiende, terwijl Buemi uitviel als gevolg van een los wiel. In de Grand Prix van Korea behaalde Toro Rosso, als gevolg van hun hoge topsnelheid, een goed resultaat. Buemi werd negende en Algersuari werd, als gevolg van een inhaalactie op Nico Rosberg in de laatste ronde, zevende. Alguersuari werd achtste in de Grand Prix van India, Buemi viel uit. In de Grand Prix van Abu Dhabi werden er geen punten gescoord, Alguersuari kwam als 15e over de finish en Buemi kende zijn derde uitvalbeurt in vier races. In de laatste Grand Prix van het seizoen, die van de Grand Prix van Brazilië finishten beide coureurs met een elfde en twaalfde plaats buiten de punten.

### Seizoen 2012

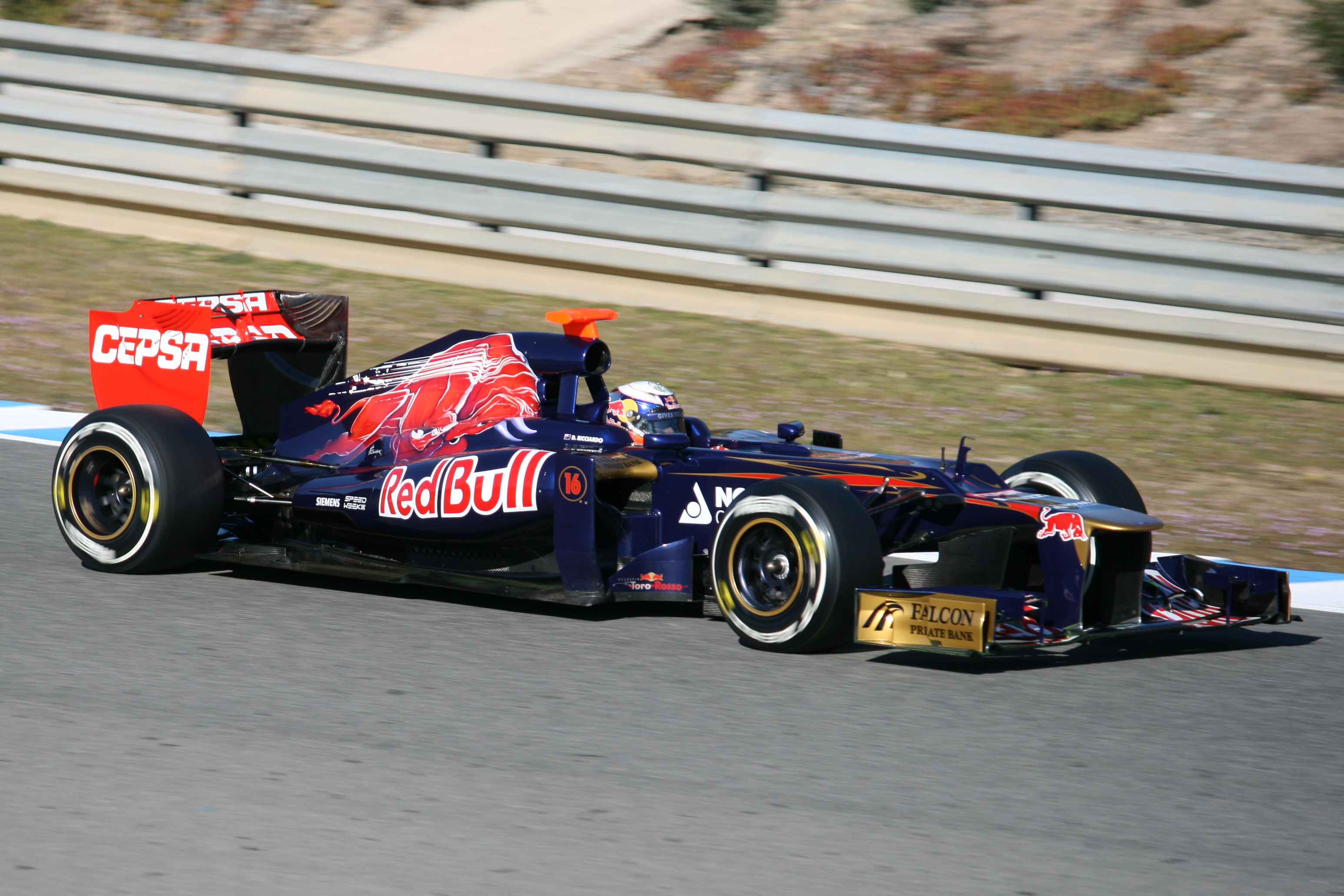
Toro Rosso tijdens de test in Jerez 2012

Op 14 december 2011 werd bekendgemaakt dat Toro Rosso coureurs Buemi en Alguersuari voor het seizoen 2012 plaats moesten maken voor Daniel Ricciardo en Jean-Éric Vergne. Teambaas Franz Tost noemde het team ook wel een "rookie training school"', het team bood immers een geweldige kans voor talenten om zich te laten zien in de Formule 1. Nadat er punten werden gescoord in de eerste twee races, verloor Toro Rosso geleidelijk aan de aansluiting met de overige teams. Pas in de twaalfde race van het seizoen, in Grand Prix van België wist men weer punten te scoren. Het was met een negende plaats voor Ricciardo en een achtste plaats voor Vergne ook gelijk een dubbelfinish in de punten.
Ook in de technische staf vonden er veranderingen plaats. Gedurende het seizoen, op 6 september 2012, maakte het team bekend dat men James Key had aangetrokken als technisch directeur. Hij verving hiermee Giorgio Ascanelli.
De tweede helft van het seizoen verliep voor Toro Rosso beter dan de eerste helft. Ricciardo wist na België ook in de Grand Prix van Singapore, Grand Prix van Japan, Grand Prix van Korea en de Grand Prix van Abu Dhabi in de punten te finishen, al was zijn beste resultaat in die periode negende. Vergne scoorde tweemaal een achtste plaats, namelijk in de Grand Prix van Korea en de Grand Prix van Brazilië. In totaal behaalde Toro Rosso in 2012 maar 26 punten en finishte het als negende. Hiermee wist Toro Rosso alleen Caterham, Marussia en HRT achter zich te houden.

### Seizoen 2013
In 2013 vormen Daniel Ricciardo en Jean-Éric Vergne het rijdersduo van Toro Rosso. Het team werd achtste bij de constructeurs met 33 punten.

### Seizoen 2014
In 2014 vormen Daniil Kvjat en Jean-Eric Vergne het rijdersduo van het team. Later dat jaar is er groot nieuws wanneer bekendgemaakt wordt dat de dan pas 16-jarige Max Verstappen zijn Formule 1-debuut gaat maken voor het team. Verstappen krijgt in 2015 een racestoeltje en mag in 2014 een aantal vrije trainingen afwerken als voorbereiding op het seizoen 2015. Hierop komt echter veel kritiek los. FIA-president Jean Todt vond Verstappen te jong voor de Formule 1 en oud-Formule 1-kampioen Jacques Villeneuve noemde het debuut van Verstappen een belediging voor de Formule 1. Hierop heeft de FIA de regels inmiddels per 2016 aangescherpt voor de Formule 1, Het is vanaf 2016 niet meer mogelijk om zonder rijbewijs en zonder twee jaar race-ervaring een Formule 1-debuut te maken, hierbij is de minimale leeftijd dan ook verhoogd naar 18 jaar.

### Seizoen 2015

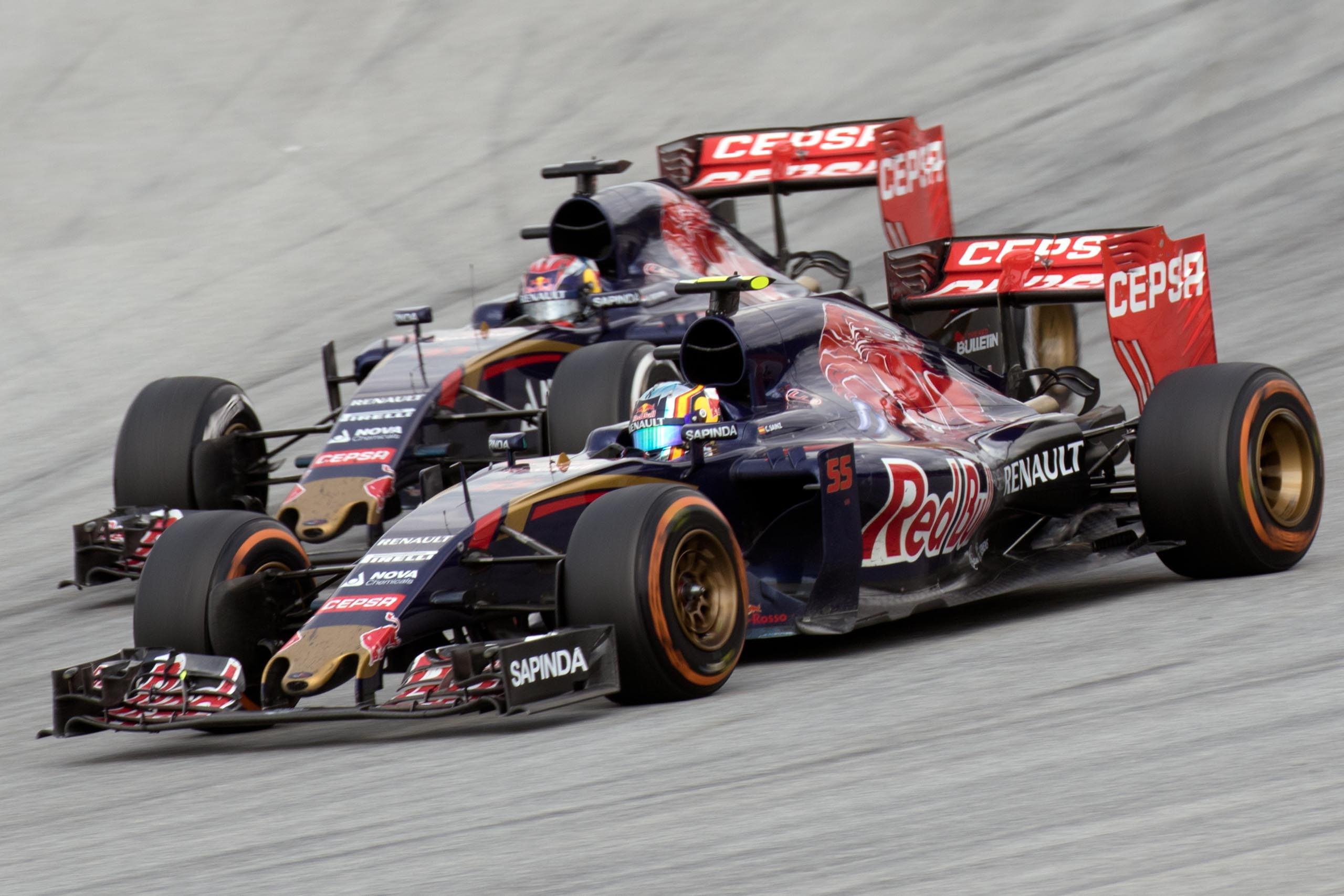
Carlos Sainz Jr. (voor) en Max Verstappen, het rijdersduo van 2015.

Max Verstappen en Carlos Sainz jr. vormden het jonge rijdersduo voor Scuderia Toro Rosso in 2015. Beide coureurs maakten hun debuut in de Formule 1, waarbij Max Verstappen, met een leeftijd van 17 jaar en 166 dagen, de jongste F1-coureur ooit werd die een race startte. Beide coureurs zijn zonen van autocoureurs. Max Verstappen is de zoon van voormalig Formule 1-coureur Jos Verstappen, en Carlos Sainz jr. is de zoon van voormalig wereldkampioen rally Carlos Sainz. Tijdens de eerste race, de Grand Prix van Australië kenden beide coureurs een goed debuut. Sainz wist zijn eerste WK-punten te scoren met een negende plaats en Verstappen viel rijdende op een zevende positie uit met een defecte Renault-motor. Verstappen rekende direct af met alle critici met een foutloos debuutweekend.
Tijdens zijn tweede race, de Grand Prix van Maleisië pakte Verstappen met een zevende plaats zijn eerste WK-punten. Hiermee vestigde hij een record door als jongste Formule 1-coureur ooit WK-punten te behalen. De eerste helft van het seizoen werd Verstappen geplaagd door veel technische problemen met de Renault-motor, daar waar Sainz nog een aantal WK-punten behaalde. In de eerste vrije training voor de Grand Prix van Monaco schitterde Verstappen met een tweede plaats. Tijdens de race had hij een zware crash met Lotus-coureur Romain Grosjean.
In de tweede seizoenshelft waren de rollen tussen Sainz en Verstappen omgedraaid. Sainz kreeg vaak te maken met technisch malheur en Verstappen scoorde maar liefst zes races op rij WK-punten. Hoogtepunten hierbij waren de vierde plaatsen tijdens de GP's van Hongarije en de Verenigde Staten.
Het team van Toro Rosso sloot het seizoen af op een zevende positie, waarbij het 67 WK-punten behaalde. Verstappen behaalde 49 WK-punten in zijn debuutjaar en teamgenoot Sainz was goed voor 18-WK punten.

### Seizoen 2016
Verstappen en Sainz maakten in 2016 opnieuw deel uit van de rijdersbezetting van Toro Rosso. Aan het eind van 2015 werd tevens bekendgemaakt dat het team in 2016 uitkwam met Ferrari-motoren, alhoewel het hier de 2015-versie betreft.
Na de Grand Prix van Rusland werd bekendgemaakt dat Verstappen per direct de Rus Daniil Kvjat zou gaan vervangen bij het team van Red Bull Racing en dat Kvjat terugkeert naar Toro Rosso, na teleurstellende resultaten bij het moederteam.
Het team werd uiteindelijk zevende bij de constructeurs met 63 punten.

### Seizoen 2017

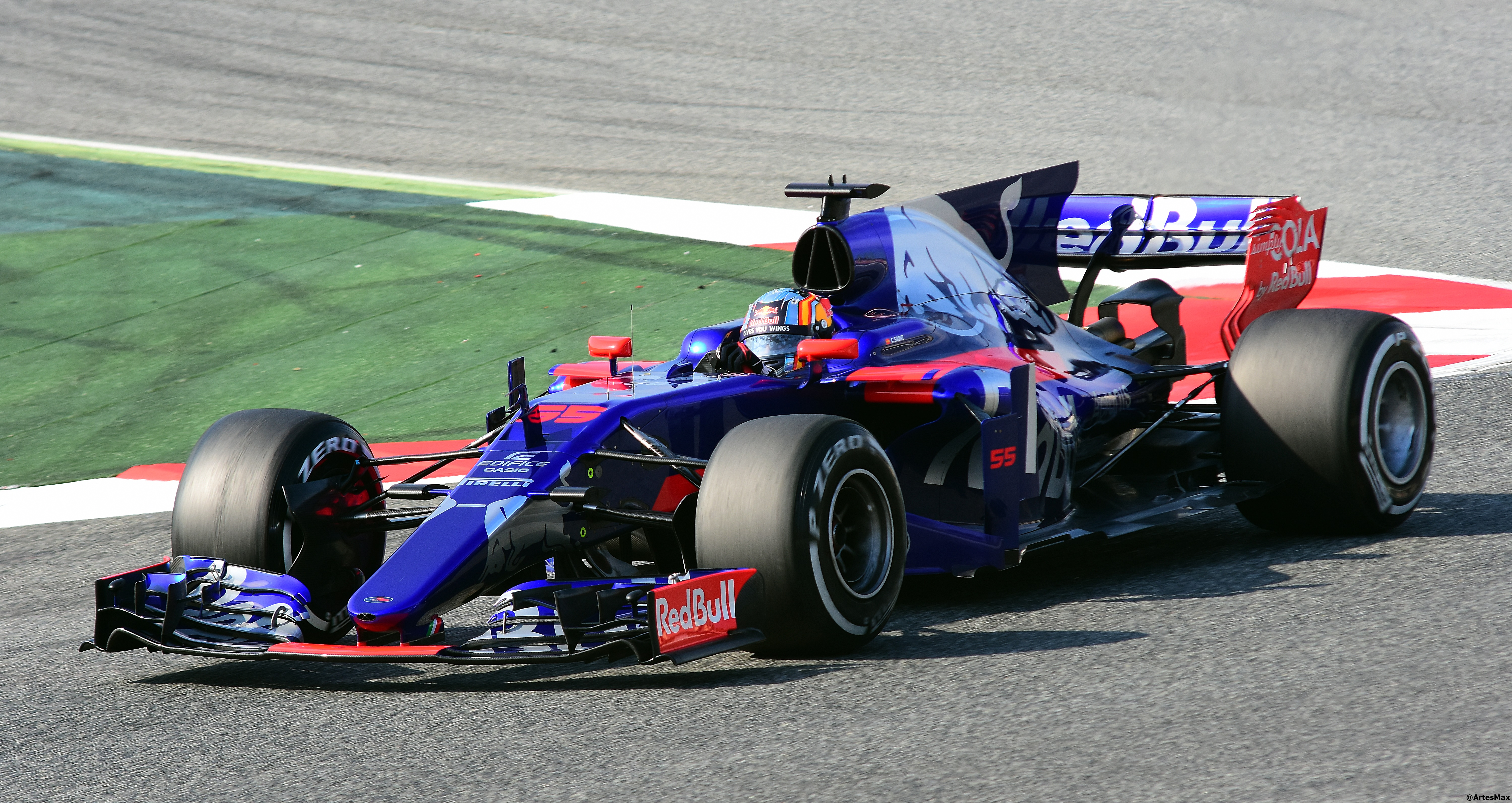
Sainz Jr. in de STR12 met nieuwe kleurstelling van 2017.

Carlos Sainz jr. en Daniil Kvjat waren in 2017 ook het rijdersduo van Toro Rosso. Terwijl Sainz regelmatig in de top 10 eindigde, met een vierde plaats tijdens de Grand Prix van Singapore als hoogtepunt, stelde Kvjat teleur met slechts twee negende plaatsen en het veroorzaken van meerdere crashes. Voorafgaand aan de Grand Prix van Maleisië werd bekend dat Kvjat vervangen zou worden door Pierre Gasly tijdens de "komende races". Na twee races keerde Kvjat terug bij het team als vervanger van Sainz, die na afloop van de Grand Prix van Japan voortijdig vertrok naar het team van Renault. In de Grand Prix van de Verenigde Staten kon Gasly echter niet in actie komen vanwege zijn verplichtingen in de Super Formula. Hij werd tijdens deze race vervangen door Brendon Hartley, die tot 2010 al onderdeel uitmaakte van het Red Bull Junior Team.
Toro Rosso werd in 2017 zevende bij de constructeurs met 53 punten.

### Seizoen 2018
In 2018 waren Pierre Gasly en Brendon Hartley het rijdersduo, nadat zij beide eind 2017 hun debuut al hadden gemaakt voor Toro Rosso. Toro Rosso was in 2018 overgestapt naar de Honda-motor. Met deze nieuwe motorleverancier behaalde Toro Rosso, na een teleurstellende race in Australië, een vierde plaats in Bahrein na een sterke kwalificatie van Pierre Gasly. Er worden verder ook nog punten gescoord in Azerbeidjzan, Monaco en Duitsland. In Hongarije geraken beide coureurs in Q3 in een natte kwalificatie, de volgende dag kon enkel Gasly deze goede kwalificatie omzetten in punten, met een zesde plaats. Tijdens het tweede deel van het seizoen werden er punten gescoord in België, de VS en Mexico. De renstal kreeg ook heel wat gridstraffen tijdens het tweede deel van het seizoen doordat Honda vaak de motoren veranderde.

### Seizoen 2019

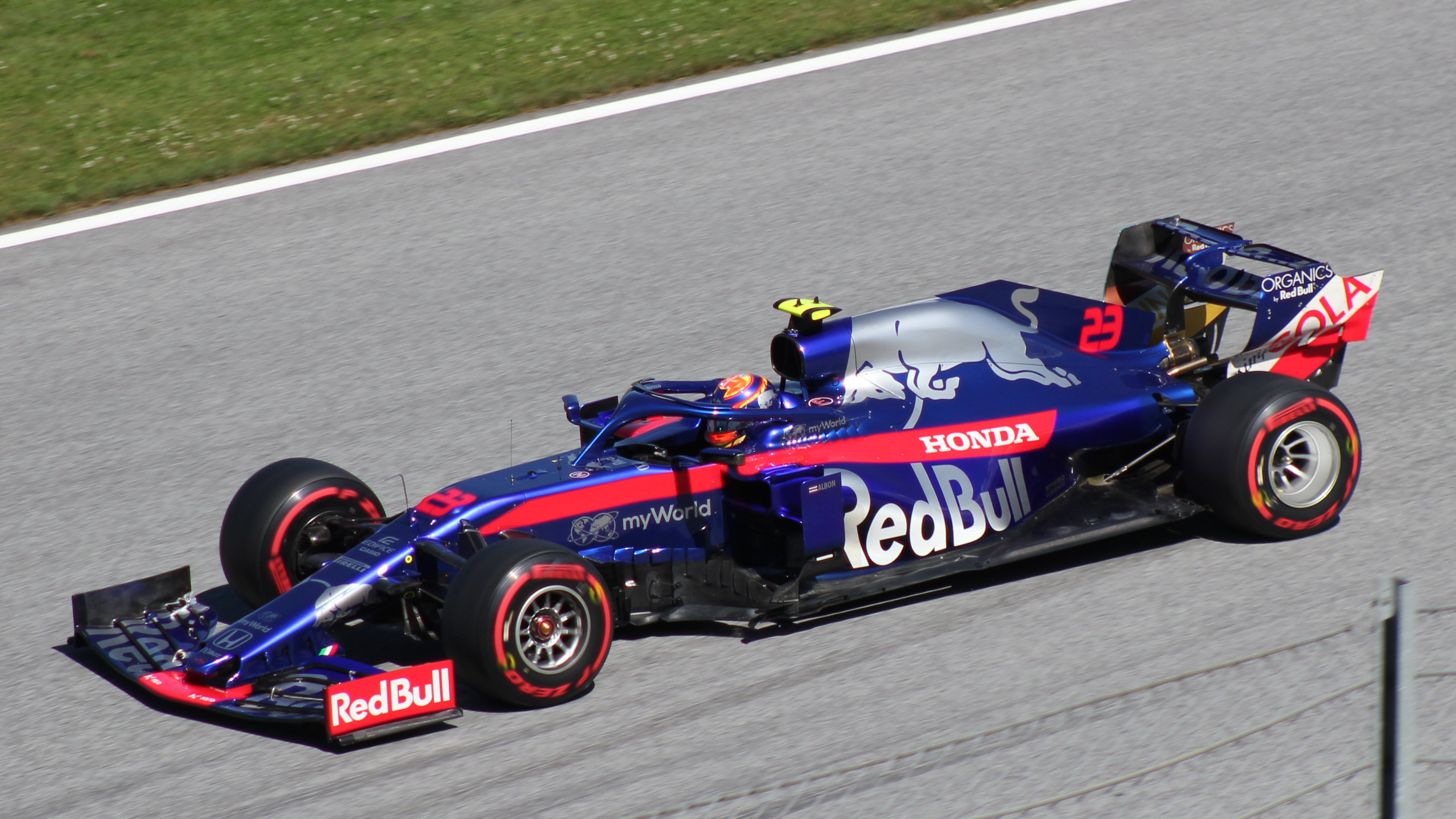
Alexander Albon Ansusinha in de wagen van 2019.

In 2019 zijn Daniil Kvjat en Alexander Albon het rijdersduo van Toro Rosso, nadat Pierre Gasly overgestapt is naar Red Bull en het contract van Brendon Hartley niet is verlengd. Tijdens de GP van Duitsland behaalde Toro Rosso haar eerste podiumplaats sinds 2008 met een derde plaats van Daniil Kvjat.
Vanaf de Grand Prix van België rijdt Albon voor Red Bull Racing, terwijl Pierre Gasly is teruggezet naar Toro Rosso.
Pierre Gasly haalde in de Grand Prix van Brazilië een 2de plaats wat een 2de podiumplaats voor Toro Rosso dat seizoen betekende.

### Seizoen 2020
In september 2019, diende Toro Rosso een verzoek tot naamswijziging in. Het team kondigde aan "AlphaTauri" als nieuwe naam te willen gebruiken om Red Bulls modelabel "AlphaTauri" te promoten. Pierre Gasly en Daniil Kvjat racen in 2020 voor het team. De naamsverandering werd officieel in november 2019.
Pierre Gasly behaalde bij de Grand Prix van Italië zijn eerste overwinning en zijn tweede podium. Voor het team was dit de tweede overwinning na de overwinning van Sebastian Vettel van de Grand Prix van Italië in 2008.

Het team eindigde als zevende in het constructeurskampioenschap met 107 punten.

### Seizoen 2021
Op 16 december 2020 kondigde AlphaTauri aan dat Yuki Tsunoda vanaf het seizoen 2021 voor het team gaat rijden. Hij nam de plaats van Daniil Kvjat over, Pierre Gasly behield zijn plaats in het team. Het team eindigde als zesde in het constructeurskampioenschap met 142 punten, 110 door Gasly behaald die daarmee als negende eindigde en 32 door Tsunoda die daarmee de veertiende positie innam in het eindklassement.

### Seizoen 2022
In 2022 waren Pierre Gasly en Yuki Tsunoda wederom de coureurs van de renstal. In het eindklassement werd Gasly veertiende met 23 punten en Tsunoda zeventiende met 12 punten waarmee AlphaTauri-RBPT in het constructeurskampioenschap op de negende positie met 35 punten eindigde.

### Seizoen 2023
Vanaf 2023 is de nieuwe hoofdsponsor en partner van het team ORLEN. Of de teamnaam ook Scuderia AlphaTauri ORLEN zal zijn is nog niet bevestigd door de FIA. Pierre Gasly is overgestapt naar Alpine en Nyck de Vries neemt zijn plaats in om aan zijn eerste volledige Formule 1-seizoen te beginnen. Yuki Tsunoda is voor het derde opeenvolgende jaar coureur voor het team.

Gezien de tegenvallende resultaten van Nyck de Vries in de eerste helft van het seizoen, werd op 11 juli werd bekendgemaakt dat Daniel Ricciardo vanaf de GP van Hongarije zal vervangen als rijder bij het team. De Vries reed slechts 10 races in het seizoen.
Bij een crash tijdens de tweede vrije training van de GP van Nederland brak Daniel Ricciardo het middenhandsbeentje van zijn linkerhand en werd hij voor de rest van het weekend vervangen door Liam Lawson. Ook tijdens de GP van Italië in Monza zat Lawson achter het stuur in afwachting van Ricciardo's terugkeer.

### 2024
In 2024 ging het Scuderia AlphaTauri team over naar de nieuwe naam RB F1 Team rijdend onder de sponsornaam "Visa Cash App RB Formula One Team".

## Resultaten
Legenda
| Kleur  | Resultaat                       |
| ------ | ------------------------------- |
| Goud   | Winnaar                         |
| Zilver | Tweede plaats                   |
| Brons  | Derde plaats                    |
| Groen  | Gefinisht (punten behaald)      |
| Blauw  | Gefinisht (geen punten behaald) |
| Blauw  | Niet geklasseerd (NC)           |
| Paars  | Uitgevallen (DNF)               |
| Rood   | Niet gekwalificeerd (DNQ)       |

| Kleur   | Resultaat                              |
| ------- | -------------------------------------- |
| Zwart   | Gediskwalificeerd (DSQ)                |
| Wit     | Niet gestart (DNS)                     |
| Blanco  | Gewond (INJ)                           |
| Blanco  | Uitgesloten (EX)                       |
| Blanco  | Teruggetrokken (WD) / Niet deelgenomen |
| 1, 2, 3 | Sprint positie (punten behaald)        |
| P       | Poleposition                           |
| S       | Snelste ronde                          |

### 2006 – 2009
| Jaar | Chassis en banden | Motor               | Coureurs           | 1   | 2    | 3   | 4   | 5   | 6   | 7   | 8   | 9   | 10  | 11  | 12  | 13  | 14  | 15  | 16  | 17  | 18  | Punten | WK-plaats |
| ---- | ----------------- | ------------------- | ------------------ | --- | ---- | --- | --- | --- | --- | --- | --- | --- | --- | --- | --- | --- | --- | --- | --- | --- | --- | ------ | --------- |
| 2006 | STR1 M            | Cosworth TJ2005 V10 |                    | BHR | MAL  | AUS | SMR | EUR | SPA | MON | GBR | CAN | VST | FRA | DUI | HON | TUR | ITA | CHN | JPN | BRA | 1      | 9         |
| 2006 | STR1 M            | Cosworth TJ2005 V10 | Vitantonio Liuzzi  | 11  | 11   | DNF | 14  | DNF | 15  | 10  | 13  | 13  | 8   | 13  | 10  | DNF | DNF | 14  | 10  | 14  | 13  | 1      | 9         |
| 2006 | STR1 M            | Cosworth TJ2005 V10 | Scott Speed        | 13  | DNF  | 9   | 15  | 11  | DNF | 13  | DNF | 10  | DNF | 10  | 12  | 11  | 13  | 13  | 14  | 18  | 11  | 1      | 9         |
| 2007 | STR2 B            | Ferrari 056 2.4 V8  |                    | AUS | MAL  | BHR | SPA | MON | CAN | VST | FRA | GBR | EUR | HON | TUR | ITA | BEL | JPN | CHN | BRA |     | 8      | 7         |
| 2007 | STR2 B            | Ferrari 056 2.4 V8  | Vitantonio Liuzzi  | 14  | 17   | DNF | DNF | DNF | DNF | 17  | DNF | 16  | DNF | DNF | 15  | 17  | 12  | 9   | 6   | 13  |     | 8      | 7         |
| 2007 | STR2 B            | Ferrari 056 2.4 V8  | Scott Speed        | DNF | 14   | DNF | DNF | 9   | DNF | 13  | DNF | DNF | DNF |     |     |     |     |     |     |     |     | 8      | 7         |
| 2007 | STR2 B            | Ferrari 056 2.4 V8  | Sebastian Vettel   |     |      |     |     |     |     |     |     |     |     | 16  | 19  | 18  | DNF | DNF | 4   | DNF |     | 8      | 7         |
| 2008 | STR2B STR3 B      | Ferrari 056 2.4 V8  |                    | AUS | MAL  | BHR | SPA | TUR | MON | CAN | FRA | GBR | DUI | HON | EUR | BEL | ITA | SIN | JPN | CHN | BRA | 39     | 6         |
| 2008 | STR2B STR3 B      | Ferrari 056 2.4 V8  | Sébastien Bourdais | 7≠  | DNF  | 15  | DNF | DNF | DNF | 13  | 17  | 11  | 12  | 18  | 10  | 7   | 18  | 12  | 10  | 13  | 14  | 39     | 6         |
| 2008 | STR2B STR3 B      | Ferrari 056 2.4 V8  | Sebastian Vettel   | DNF | DNF  | DNF | DNF | 17  | 5   | 8   | 12  | DNF | 8   | DNF | 6   | 5   | 1P  | 5   | 6   | 9   | 4   | 39     | 6         |
| 2009 | STR4 B            | Ferrari 056 2.4 V8  |                    | AUS | MAL1 | CHN | BHR | SPA | MON | TUR | GBR | DUI | HON | EUR | BEL | ITA | SIN | JPN | BRA | ABU |     | 8      | 10        |
| 2009 | STR4 B            | Ferrari 056 2.4 V8  | Sébastien Bourdais | 8   | 10†  | 11  | 13  | DNF | 8   | 18  | DNF | DNF |     |     |     |     |     |     |     |     |     | 8      | 10        |
| 2009 | STR4 B            | Ferrari 056 2.4 V8  | Jaime Alguersuari  |     |      |     |     |     |     |     |     |     | 15  | 16  | DNF | DNF | DNF | DNF | 14  | DNF |     | 8      | 10        |
| 2009 | STR4 B            | Ferrari 056 2.4 V8  | Sébastien Buemi    | 7   | 16†  | 8   | 17  | DNF | DNF | 15  | 18  | 16  | 16  | DNF | 12  | 13  | DNF | DNF | 7   | 8   |     | 8      | 10        |
| Jaar | Chassis en banden | Motor               | Coureurs           | 1   | 2    | 3   | 4   | 5   | 6   | 7   | 8   | 9   | 10  | 11  | 12  | 13  | 14  | 15  | 16  | 17  | 18  | Punten | WK-plaats |

### 2010 – 2019
| Jaar | Chassis en banden | Motor                     | Coureurs          | 1   | 2   | 3   | 4   | 5   | 6   | 7   | 8   | 9   | 10  | 11  | 12  | 13  | 14  | 15  | 16  | 17  | 18  | 19  | 20  | 21  | Punten | WK-plaats |
| ---- | ----------------- | ------------------------- | ----------------- | --- | --- | --- | --- | --- | --- | --- | --- | --- | --- | --- | --- | --- | --- | --- | --- | --- | --- | --- | --- | --- | ------ | --------- |
| 2010 | STR5 B            | Ferrari 056 2.4 V8        |                   | BHR | AUS | MAL | CHN | SPA | MON | TUR | CAN | EUR | GBR | DUI | HON | BEL | ITA | SIN | JPN | KOR | BRA | ABU |     |     | 13     | 9         |
| 2010 | STR5 B            | Ferrari 056 2.4 V8        | Sébastien Buemi   | 16  | DNF | 11  | DNF | DNF | 10  | 16  | 8   | 9   | 12  | DNF | 12  | 12  | 11  | 14  | 10  | DNF | 13  | 15  |     |     | 13     | 9         |
| 2010 | STR5 B            | Ferrari 056 2.4 V8        | Jaime Alguersuari | 13  | 11  | 9   | 13  | 10  | 11  | 12  | 12  | 13  | DNF | 15  | DNF | 13  | 15  | 12  | 11  | 11  | 11  | 9   |     |     | 13     | 9         |
| 2011 | STR6 P            | Ferrari 056 2.4 V8        |                   | AUS | MAL | CHN | TUR | SPA | MON | CAN | EUR | GBR | DUI | HON | BEL | ITA | SIN | JPN | KOR | IND | ABU | BRA |     |     | 41     | 8         |
| 2011 | STR6 P            | Ferrari 056 2.4 V8        | Sébastien Buemi   | 8   | 13  | 14  | 9   | 14  | 10  | 10  | 13  | DNF | 15  | 8   | DNF | 10  | 12  | DNF | 9   | DNF | DNF | 12  |     |     | 41     | 8         |
| 2011 | STR6 P            | Ferrari 056 2.4 V8        | Jaime Alguersuari | 11  | 14  | DNF | 16  | 16  | DNF | 8   | 8   | 10  | 12  | 10  | DNF | 7   | 21† | 15  | 7   | 8   | 15  | 11  |     |     | 41     | 8         |
| 2012 | STR7 P            | Ferrari 056 2.4 V8        |                   | AUS | MAL | CHN | BHR | SPA | MON | CAN | EUR | GBR | DUI | HUN | BEL | ITA | SIN | JPN | KOR | IND | ABU | VST | BRA |     | 26     | 9         |
| 2012 | STR7 P            | Ferrari 056 2.4 V8        | Daniel Ricciardo  | 9   | 12  | 17  | 15  | 13  | DNF | 14  | 11  | 13  | 13  | 15  | 9   | 12  | 9   | 10  | 9   | 13  | 10  | 12  | 13  |     | 26     | 9         |
| 2012 | STR7 P            | Ferrari 056 2.4 V8        | Jean-Éric Vergne  | 11  | 8   | 16  | 14  | 12  | 12  | 15  | DNF | 14  | 14  | 16  | 8   | DNF | DNF | 13  | 8   | 15  | 12  | DNF | 8   |     | 26     | 9         |
| 2013 | STR8 P            | Ferrari 056 2.4 V8        |                   | AUS | MAL | CHN | BHR | SPA | MON | CAN | GBR | DUI | HON | BEL | ITA | SIN | KOR | JPN | IND | ABU | VST | BRA |     |     | 33     | 8         |
| 2013 | STR8 P            | Ferrari 056 2.4 V8        | Daniel Ricciardo  | DNF | 18  | 7   | 16  | 10  | DNF | 15  | 8   | 12  | 13  | 10  | 7   | DNF | DNF | 13  | 10  | 16  | 11  | 10  |     |     | 33     | 8         |
| 2013 | STR8 P            | Ferrari 056 2.4 V8        | Jean-Éric Vergne  | 12  | 10  | 12  | DNF | DNF | 8   | 6   | DNF | DNF | 12  | 12  | DNF | 14  | DNF | 12  | 13  | 17  | 16  | 15  |     |     | 33     | 8         |
| 2014 | STR9 P            | Renault Energy F1-2014 V6 |                   | AUS | MAL | BHR | CHN | SPA | MON | CAN | OOS | GBR | DUI | HON | BEL | ITA | SIN | JPN | RUS | VST | BRA | ABU |     |     | 30     | 7         |
| 2014 | STR9 P            | Renault Energy F1-2014 V6 | Daniil Kvjat      | 9   | 10  | 11  | 10  | 14  | DNF | DNF | DNF | 9   | DNF | 14  | 9   | 11  | 14  | 11  | 14  | 15  | 11  | DNF |     |     | 30     | 7         |
| 2014 | STR9 P            | Renault Energy F1-2014 V6 | Jean-Éric Vergne  | 8   | DNF | DNF | 12  | DNF | DNF | 8   | DNF | 10  | 13  | 9   | 11  | 13  | 6   | 9   | 13  | 10  | 13  | 12  |     |     | 30     | 7         |
| 2015 | STR10 P           | Renault Energy F1-2015 V6 |                   | AUS | MAL | CHN | BHR | SPA | MON | CAN | OOS | GBR | HON | BEL | ITA | SIN | JPN | RUS | VST | MEX | BRA | ABU |     |     | 67     | 7         |
| 2015 | STR10 P           | Renault Energy F1-2015 V6 | Max Verstappen    | DNF | 7   | 17  | DNF | 11  | DNF | 15  | 8   | DNF | 4   | 8   | 12  | 8   | 9   | 10  | 4   | 9   | 9   | 16  |     |     | 67     | 7         |
| 2015 | STR10 P           | Renault Energy F1-2015 V6 | Carlos Sainz jr.  | 9   | 8   | 13  | DNF | 9   | 10  | 12  | DNF | DNF | DNF | DNF | 11  | 9   | 10  | DNF | 7   | 13  | DNF | 11  |     |     | 67     | 7         |
| 2016 | STR11 P           | Ferrari 060 V6            |                   | AUS | BHR | CHN | RUS | SPA | MON | CAN | EUR | OOS | GBR | HON | DUI | BEL | ITA | SIN | MAL | JPN | VST | MEX | BRA | ABU | 63     | 7         |
| 2016 | STR11 P           | Ferrari 060 V6            | Max Verstappen    | 10  | 6   | 8   | DNF |     |     |     |     |     |     |     |     |     |     |     |     |     |     |     |     |     | 63     | 7         |
| 2016 | STR11 P           | Ferrari 060 V6            | Daniil Kvjat      |     |     |     |     | 10S | DNF | 12  | DNF | DNF | 10  | 16  | 15  | 14  | DNF | 9   | 14  | 13  | 11  | 18  | 13  | DNF | 63     | 7         |
| 2016 | STR11 P           | Ferrari 060 V6            | Carlos Sainz jr.  | 9   | DNF | 9   | 12  | 6   | 8   | 9   | DNF | 8   | 8   | 8   | 14  | DNF | 15  | 14  | 11  | 17  | 6   | 16  | 6   | DNF | 63     | 7         |
| 2017 | STR12 P           | Renault R.E.17 V6         |                   | AUS | CHN | BHR | RUS | SPA | MON | CAN | AZE | OOS | GBR | HON | BEL | ITA | SIN | MAL | JPN | VST | MEX | BRA | ABU |     | 53     | 7         |
| 2017 | STR12 P           | Renault R.E.17 V6         | Daniil Kvjat      | 9   | DNF | 12  | 12  | 9   | 14  | DNF | DNF | 16  | 15  | 11  | 12  | 12  | DNF |     |     | 10  |     |     |     |     | 53     | 7         |
| 2017 | STR12 P           | Renault R.E.17 V6         | Pierre Gasly      |     |     |     |     |     |     |     |     |     |     |     |     |     |     | 14  | 13  |     | 13  | 12  | 16  |     | 53     | 7         |
| 2017 | STR12 P           | Renault R.E.17 V6         | Brendon Hartley   |     |     |     |     |     |     |     |     |     |     |     |     |     |     |     |     | 13  | DNF | DNF | 15  |     | 53     | 7         |
| 2017 | STR12 P           | Renault R.E.17 V6         | Carlos Sainz jr.  | 8   | 7   | DNF | 10  | 7   | 6   | DNF | 8   | DNF | DNF | 7   | 10  | 14  | 4   | DNF | DNF |     |     |     |     |     | 53     | 7         |
| 2018 | STR13 P           | Honda RA618H V6           |                   | AUS | BHR | CHN | AZE | SPA | MON | CAN | FRA | OOS | GBR | DUI | HON | BEL | ITA | SIN | RUS | JPN | VST | MEX | BRA | ABU | 33     | 9         |
| 2018 | STR13 P           | Honda RA618H V6           | Pierre Gasly      | DNF | 4   | 18  | 12  | DNF | 7   | 11  | DNF | 11  | 13  | 14  | 6   | 9   | 14  | 13  | DNF | 11  | 12  | 10  | 13  | DNF | 33     | 9         |
| 2018 | STR13 P           | Honda RA618H V6           | Brendon Hartley   | 15  | 17  | 20  | 10  | 12  | 19  | DNF | 14  | DNF | DNF | 10  | 11  | 14  | DNF | 17  | DNF | 13  | 9   | 14  | 11  | 12  | 33     | 9         |
| 2019 | STR14 P           | Honda RA619H V6           |                   | AUS | BHR | CHN | AZE | SPA | MON | CAN | FRA | OOS | GBR | DUI | HON | BEL | ITA | SIN | RUS | JPN | MEX | VST | BRA | ABU | 85     | 6         |
| 2019 | STR14 P           | Honda RA619H V6           | Alexander Albon   | 14  | 9   | 10  | 11  | 11  | 8   | DNF | 15  | 15  | 12  | 6   | 10  |     |     |     |     |     |     |     |     |     | 85     | 6         |
| 2019 | STR14 P           | Honda RA619H V6           | Pierre Gasly      |     |     |     |     |     |     |     |     |     |     |     |     | 9   | 11  | 8   | 14  | 7   | 9   | 16  | 2   | 18  | 85     | 6         |
| 2019 | STR14 P           | Honda RA619H V6           | Daniil Kvjat      | 10  | 12  | DNF | DNF | 9   | 7   | 10  | 14  | 17  | 9   | 3   | 15  | 7   | DNF | 15  | 12  | 10  | 11  | 12  | 10  | 9   | 85     | 6         |
| Jaar | Chassis en banden | Motor                     | Coureurs          | 1   | 2   | 3   | 4   | 5   | 6   | 7   | 8   | 9   | 10  | 11  | 12  | 13  | 14  | 15  | 16  | 17  | 18  | 19  | 20  | 21  | Punten | WK-plaats |

### 2020 – 2023
| Jaar | Chassis en banden | Motor             | Coureurs         | 1   | 2   | 3   | 4   | 5   | 6   | 7   | 8   | 9   | 10  | 11  | 12   | 13  | 14  | 15  | 16  | 17  | 18  | 19  | 20  | 21  | 22  | Punten | WK-plaats |
| ---- | ----------------- | ----------------- | ---------------- | --- | --- | --- | --- | --- | --- | --- | --- | --- | --- | --- | ---- | --- | --- | --- | --- | --- | --- | --- | --- | --- | --- | ------ | --------- |
| 2020 | AT01 P            | Honda RA620H      |                  | OOS | STI | HON | GBR | 70J | SPA | BEL | ITA | TOS | RUS | EIF | POR  | EMI | TUR | BHR | SAK | ABU |     |     |     |     |     | 107    | 7         |
| 2020 | AT01 P            | Honda RA620H      | Pierre Gasly     | 7   | 15  | DNF | 7   | 11  | 9   | 8   | 1   | DNF | 9   | 6   | 5    | DNF | 13  | 6   | 11  | 8   |     |     |     |     |     | 107    | 7         |
| 2020 | AT01 P            | Honda RA620H      | Daniil Kvjat     | DNF | 10  | 12  | DNF | 10  | 12  | 11  | 9   | 7   | 8   | 15  | 19   | 4   | 12  | 11  | 7   | 11  |     |     |     |     |     | 107    | 7         |
| 2021 | AT02 P            | Honda RA621H      |                  | BHR | EMI | POR | SPA | MON | AZE | FRA | STI | OOS | GBR | HON | BEL‡ | NED | ITA | RUS | TUR | VST | MXS | SAP | QAT | SAU | ABU | 142    | 6         |
| 2021 | AT02 P            | Honda RA621H      | Pierre Gasly     | 17  | 7   | 10  | 10  | 6   | 3   | 7   | DNF | 9   | 11  | 5S  | 6    | 4   | DNF | 13  | 6   | DNF | 4   | 7   | 11  | 6   | 5   | 142    | 6         |
| 2021 | AT02 P            | Honda RA621H      | Yuki Tsunoda     | 9   | 13  | 15  | DNF | 16  | 7   | 13  | 10  | 14  | 10  | 6   | 15   | DNF | DNS | 17  | 14  | 9   | DNF | 15  | 13  | 14  | 4   | 142    | 6         |
| 2022 | AT03 P            | Red Bull RBPTH001 |                  | BHR | SAU | AUS | EMI | MIA | SPA | MON | AZE | CAN | GBR | OOS | FRA  | HON | BEL | NED | ITA | SIN | JPN | VST | MXS | SAP | ABU | 35     | 9         |
| 2022 | AT03 P            | Red Bull RBPTH001 | Pierre Gasly     | DNF | 8   | 9   | 12  | DNF | 13  | 11  | 5   | 14  | DNF | 15  | 12   | 12  | 9   | 11  | 8   | 10  | 18  | 14  | 11  | 14  | 14  | 35     | 9         |
| 2022 | AT03 P            | Red Bull RBPTH001 | Yuki Tsunoda     | 8   | DNS | 15  | 7   | 12  | 10  | 17  | 13  | DNF | 14  | 16  | DNF  | 19  | 13  | DNF | 14  | DNF | 13  | 10  | DNS | 17  | 11  | 35     | 9         |
| 2023 | AT04 P            | Honda H001        |                  | BHR | SAU | AUS | AZE | MIA | MON | SPA | CAN | OOS | GBR | HON | BEL  | NED | ITA | SIN | JPN | QAT | VST | MXS | SAP | LSV | ABU | 25     | 8         |
| 2023 | AT04 P            | Honda H001        | Nyck de Vries    | 14  | 14  | 15† | DNF | 18  | 12  | 14  | 18  | 17  | 17  |     |      |     |     |     |     |     |     |     |     |     |     | 25     | 8         |
| 2023 | AT04 P            | Honda H001        | Daniel Ricciardo |     |     |     |     |     |     |     |     |     |     | 13  | 16   | WD  |     |     |     |     | 15  | 7   | 13  | 14  | 11  | 25     | 8         |
| 2023 | AT04 P            | Honda H001        | Liam Lawson      |     |     |     |     |     |     |     |     |     |     |     |      | 13  | 11  | 9   | 11  | 17  |     |     |     |     |     | 25     | 8         |
| 2023 | AT04 P            | Honda H001        | Yuki Tsunoda     | 11  | 11  | 10  | 10  | 11  | 15  | 12  | 14  | 19  | 16  | 15  | 10   | 15  | DNS | DNF | 12  | 15  | 8S  | 12  | 69  | 18† | 8   | 25     | 8         |
| Jaar | Chassis en banden | Motor             | Coureurs         | 1   | 2   | 3   | 4   | 5   | 6   | 7   | 8   | 9   | 10  | 11  | 12   | 13  | 14  | 15  | 16  | 17  | 18  | 19  | 20  | 21  | 22  | Punten | WK-plaats |

- † Uitgevallen maar wel geklasseerd omdat er meer dan 90% van de raceafstand werd afgelegd.
- ‡ Halve punten werden toegekend tijdens de GP van België 2021 omdat er minder dan 75% van de wedstrijd was afgelegd door hevige regenval.